# Sepicana arfakensis
Sepicana arfakensis är en skalbaggsart som beskrevs av Stefan von Breuning 1950. Sepicana arfakensis ingår i släktet Sepicana och familjen långhorningar. Inga underarter finns listade i Catalogue of Life.